# Ломова, Дора Павловна
Дора Павловна Ломова (1902—1991) — советский врач, участница партизанского движения во время Великой Отечественной войны.

## Биография
Родилась 9 февраля 1902 года.

Памятная доска в Ростове-на-Дону

Работала врачом поликлиники № 1 Ростова-на-Дону. В годы Великой Отечественной войны,будучи уже главным врачом, входила в состав подпольной группы Михаила Югова. Под её руководством персонал поликлиники оказывал медицинскую помощь раненым красноармейцам, оставшимся в городе, а также местным жителям, оставшимся в оккупированном городе. Вместе со своими товарищами-подпольщиками Дора Ломова спасала молодых горожан от отправки в Германию, выдавая им фиктивные справки о болезнях.
Умерла 27 апреля 1991 года в Ростове-на-Дону.
Мемориальную доску бывшему главврачу городской поликлиники номер 1 Доре Ломовой установили в Ростове-на-Дону на здании больницы.
«…должна оставаться память о людях, которые вносили свой вклад в общую победу», — сказал нынешний главный врач Ростовской-на-Дону поликлиники № 1 Борис Тер-Григорьянц.